# 土星軌道穿越小行星
土星軌道穿越小行星就是這顆小行星的軌道和土星的軌道相交。以下列出已經編號的土星軌道穿越小行星。已知土星只有一顆內掠小行星（小行星944 Hidalgo），但沒有外掠或共軌，多數甚至是全部的土星軌道穿越小行星都是半人馬小行星。

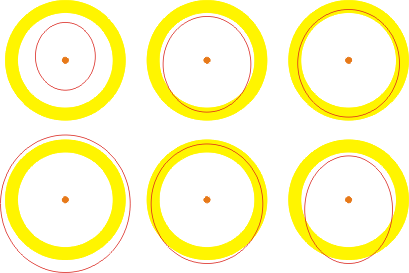
內離: 左上;
外離: 左下;
內掠: 中上;
外掠: 中下;
共軌: 右上;
穿越: 右下

備註：†表示內掠。
- 944 Hidalgo †
- 2060 Chiron
- 5145 Pholus
- 5335 Damocles
- 8405 Asbolus
- (15504) 1999 RG33
- 20461 Dioretsa
- 31824 Elatus
- 32532 Thereus
- (37117) 2000 VU2
- 52872 Okyrhoe
- (60558) 2000 EC98
- (63252) 2001 BL41
- (65407) 2002 RP120